# Jelka Reichman
Jelka Šubert Reichman (* 23. August 1939 in Ljubljana, Königreich Jugoslawien) ist eine slowenische Malerin und Illustratorin, die vor allem für ihre Illustrationen slowenischer Kinderbücher bekannt ist.

## Leben und Werk
Reichman wurde in Ljubljana geboren und verbrachte dort ihre ersten Lebensjahre. Nach dem Ende des Zweiten Weltkriegs zog sie mit ihren Eltern nach Koroška Bela bei Jesenice, nach einigen Jahren zog die Familie jedoch wieder zurück nach Ljubljana, wo Reichman Gymnasium und die Akademie für bildende Kunst absolvierte und heute noch lebt. 2016 wurde sie zur Ehrenbürgerin Ljubljanas ernannt.
Seit 1964 arbeitet sie als Illustratorin von Kinderbüchern, Schulbüchern und den Kinderzeitschriften Ciciban und Cicido. Alleine für den Verlag Mladinska knjiga hat sie über 100 Bücher illustriert, die über zwei Millionen Mal verkauft wurden. Am bekanntesten sind ihre Illustrationen des Kinderbuchs Maček Muri (dt. Übersetzung Kater Muri, 2003) von Kajetan Kovič, das über 180.000 mal gedruckt wurde. Darüber hinaus illustrierte sie Kinderbücher von Dragotin Kette, Svetlana Makarovič, Anja Štefan, Prežihov Voranc, Leopold Suhodolčan uvm. Sie gilt als eine der bekanntesten und bedeutendsten Illustratorinnen Sloweniens.
Außerdem ist sie für ihre Illustrationen von UNICEF-Karten und Briefmarken bekannt. Ihre Illustrationen zieren auch Fassade und Innenräume der Pädiatrischen Klinik des Universitätskrankenhauses Ljubljana.

## Auszeichnungen
Reichman erhielt für ihr Werk zahlreiche renommierte Auszeichnungen, u. a. folgende:
- 2016: Ehrenbürgerschaft der Stadt Ljubljana
- 2009: Župančič-Preis für ihr Lebenswerk
- 2005: Levstik-Preis für ihr Lebenswerk
- 2002: Hinko-Smrekar-Preis für ihr Lebenswerk
- 1979: Levstik-Preis für Cepecepetavček von Leopold Suhodolčan
- 1974: Kajuh-Preis